# Francisco Ayala
Francisco Ayala García-Duarte (16. březen 1906, Granada – 3. listopadu 2009, Madrid) byl španělský spisovatel, nositel Cervantesovy ceny z roku 1991 a Ceny Prince asturského za rok 1998. Napsal přes padesát knih. Je řazen k realismu.

## Život
Ayala se narodil v Granadě a vystudoval práva na Madridské univerzitě, kde působil do vypuknutí občanské války. Roku 1927 se v Seville konala oslava třístého výročí smrti barokního básníka Luise de Góngory y Argota. Ayala se jí zúčastnil a spolu s dalšími umělci (Jorge Guillén, Pedro Salinas, Rafael Alberti, Federico García Lorca, Dámaso Alonso, Luis Cernuda, Vicente Aleixandre, Pablo Picasso, Salvador Dalí, Luis Buñuel ad.) založili uměleckou skupinu Generace 27, která se hlásila k avantgardě a zároveň se její autoři zajímali o folklór a lidovou kulturu.
V letech 1936-1939 pracoval na vyslanectví španělské republikánské vlády v Praze a v letech 1939-1950 žil v Argentině, kde vyučoval na La Platské univerzitě. Poté přednášel španělskou literaturu v Portoriku, v Princetonu, v New Yorku a Chicagu. Od roku 1960 začal navštěvovat Španělsko, kde od roku 1980 trvale žil.
Jeho manželkou byla americká hispanistka Carolyn Richmond. Zemřel v Madridu ve věku 103 let, jako poslední ze skupiny Generace 27.

## Dílo
Jeho romány a novely charakterizuje silný mravní apel, ale zároveň i ironie a skepse. Publikoval například romány Tragicomedia de un hombre sin espíritu (Tragikomedie bezduchého člověka, 1925), Historia de un amanecer (Příběh jednoho svítání, 1926), El boxeador y un ángel (Boxer a anděl, 1929). Velký úspěch měly Muertes de perro (Smrti psa, 1958) a El fondo del vaso (Dno sklenice, 1962). Z kratších prozaických spisů zmíníme La cabeza del cordero (Beránčí hlava, 1949), Los usurpadores (Uchvatitelé, 1949), Historia de los macacos (Historie makaků, 1955) nebo El jardín de las delicias (Zahrada rajských potěšení, 1971).
Ayalovy eseje se týkají literatury a kritiky, filmu a umění i témat z oblasti filosofie, sociologie a politologie. Do literární kritiky patří například Los ensayos: Teoría y crítica literaria (Eseje: literární teorie a kritika, 1972), La novela: Galdós y Unamuno (Román: Galdós a Unamuno, 1974), Cervantes y Quevedo (1974), problémům společnosti se věnuje například El problema del liberalismo (Problém liberalismu, 1941), Tecnología y libertad (Technologie a svoboda, 1958), La integración social en América (Sociální integrace v Americe, 1958).

## Ocenění
Ayala byl členem Španělské královské akademie (Academia Real de España) a držitelem prestižních cen, jako je Cena kritiky (Premio de la Crítica, 1972), Národní cena za prózu (Premio Nacional de Narrativa, 1983) a Cervantesova cena (Premio Cervantes, 1991). Několikrát byl také nominován na Nobelovu cenu za literaturu.